# Ceroplesini
Tribu
Les Ceroplesini sont une tribu d'insectes coléoptères de la famille des Cerambycidae et de la sous-famille des Lamiinae.

## Genres
Analeptes – Ceroplesis – Cochliopalpus – Diastocera – Gnathoenia – Paranaleptes – Pterotragus – Pycnopsis – Thysiotes – Titoceres